# 谷口雅宣
谷口 雅宣（たにぐち まさのぶ、1951年12月24日 - ）は、日本の宗教家、生長の家第3代総裁。祖父は生長の家創始者の谷口雅春、父は第2代生長の家総裁・谷口清超、母は第2代白鳩会総裁で雅春の娘・谷口恵美子。第3代白鳩会総裁である妻・谷口純子との間に2男1女。

## 経歴

### 生い立ち

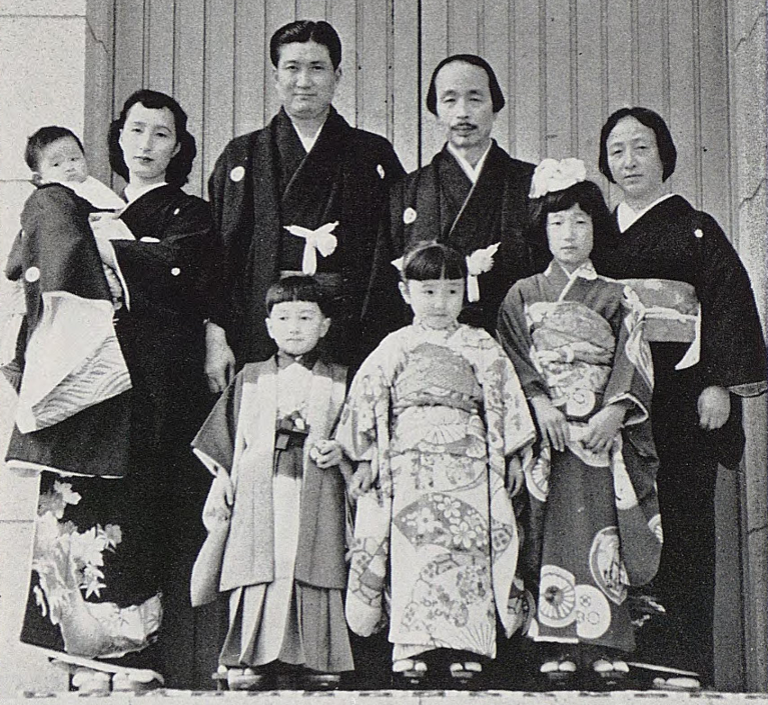
前列左から谷口雅宣、谷口壽美、谷口佳代子。後列左から谷口貴康、谷口恵美子、谷口清超、谷口雅春、谷口輝子。1956年1月1日撮影。

東京都出身。清超夫妻の二男だが、長男は夭逝しており、実質的に長男である。高校時代は生長の家高校生連盟に所属しており、のちに雅宣と対立することになる新教育者連盟の機関誌に憲法無効論を訴える文章を寄稿したり、三島由紀夫と親交を持つなど、「右翼少年」であった。その後、青山学院大学法学部に入学するも、生長の家学生会全国総連合には所属せず、民族派学生運動とは距離を置いていた。卒業後は米コロンビア大学に留学し、修士課程修了（国際関係論）。

### 新聞記者から教団幹部へ
帰国後は産経新聞横浜支局に新聞記者として勤務する。1979年、当時スチュワーデスをしていた小野純子と結婚する。その後、新聞社を辞して生長の家の教団に奉職し、主に広報・出版・総合企画部門で手腕を振るう。その後、教団の理事の一人に名を連ねることとなった。
雅宣が理事である間に、教団では宗教的な伝道を重視する「教団派」（本部派）と、安東巌や椛島有三ら政治活動を重視する日本青年協議会系の「飛田給派」との対立が激しくなっており、一時期は教団派の理事長が事実上更迭される事態も起きていたが、優生保護法改正に自民党が消極的なことから教団理事会では自民党への不信感が高まり、1983年には生長の家政治連合は活動を停止する。雅宣はこの時から教団派のメンバーであったとみられ、飛田給派が後に生長の家本流運動を結成することとなった。
1985年6月17日に雅春が死去すると、同年11月22日に父の清超が第2代総裁に就任。その後、教団の副理事長となる。

### 副総裁時代
1990年11月22日に、副総裁に就任。清超と共に講習会への講師としての出講を行うようになっていく。1993年、「国際平和信仰運動」を提唱し、太平洋戦争（大東亜戦争）への反省や戦争責任の追及、人権感覚からの女系・女性天皇の推進を表明するなど、これまでの方針からの転換を進めている。また近年では、地球環境問題や遺伝子操作・生命倫理問題、エネルギー問題などの現代科学に対する主張が多く、教団の教義にもその意向が強く現れてきている。一方で、立正佼成会をはじめとするリベラル派宗教団体との連携も行ったため、前述のような路線変更が重なったこともあり、左翼的であるとの批判の声が出てくるようになった。その結果、1998年には生長の家社会事業団が教団とは独自路線を歩むようになり、2003年には新教育者連盟（新教連）が教団による支配を弱める内容の「財団法人新教育者連盟寄付行為施行細則」の改正を強行、新教連の教団系の支部長（全体の八割を占めた）がそれに抗議して辞任する事態となった。これに対して、雅宣や彼を支持する教団幹部は、2005年に教団の「国際教修会」を開催し、生政連の活動停止に至る経緯を検証するなどし、雅宣の路線こそが雅春・清超の正当な後継路線であることを訴えた。
2005年2月頃、清超が体調を崩したことにより、総裁職の業務の大半を行う「総裁代行」を兼務。以後実質的な教団の指導者として運営を行っている。

### 総裁就任
2008年10月28日、清超の死去に伴い、2009年3月1日の立教記念日に「生長の家総裁法燈継承祭」を執り行い、第3代生長の家総裁に就任。

## 主張
生長の家は成立した初代総裁の時は保守色の強い教団だった。今でも教団内部では保守色の強い儀式が行われているとする証言があるが、一方で2代目の途中からリベラル寄りとも受け取れる発言や自由民主党を批判する言動も多いため、左翼的な立場であるとの指摘も存在する。現在では基本的に地球環境問題重視の緑の保守主義の立場である。

### 憲法
かつては、大日本帝国憲法の復原改正を主張していたが、現在では帝国憲法の復原は現実的ではないとして否定的である。
今では日本国憲法の改正によって自主憲法を制定すればよい、と主張している。立憲主義は堅持すべきとの立場であるが、決して憲法改正自体に反対しているわけではなく条件付きで九条改正も認める考えを示している。

### 皇室
安定的な皇位継承の観点から、男系男子に固執するのではなく、女性・女系天皇も容認する姿勢を示している。

### 安全保障
非核三原則に反対し、民主党政権の反米・親中的な政策を批判するなど、親米保守的な主張もしている一方で、選挙では民主党への支持を表明することもある。ただし、安倍政権が進めた集団的自衛権の限定的行使容認や安全保障法制には反対している。

### 脱原発
教団として脱原発を表明し、太陽光発電所を立ち上げたりしている。

### 生命倫理
堕胎・優生学に否定的な谷口雅春以来の立場を踏襲している。

## 著書
- 『心でつくる世界』生長の家 1997
- 『ちょっと私的に考える』生長の家 1999
- 『神を演じる前に』生長の家 2001
- 『今こそ自然から学ぼう 人間至上主義を超えて』生長の家 2002
- 『小閑雑感』 pt.1～17　世界聖典普及協会 2002‐2010
- 『神を演じる人々』日本教文社 2003
- 『信仰による平和の道 新世紀の宗教が目指すもの』生長の家 2003
- 『足元から平和を』生長の家 2005
- 『秘境』日本教文社 2006
- 『日時計主義とは何か?』生長の家 2007
- 『日々の祈り 神・自然・人間の大調和を祈る』生長の家 2007
- 『衝撃から理解へ イスラームとの接点をさぐる』生長の家 2008
- 『太陽はいつも輝いている 私の日時計主義実験録』生長の家 2008
- 『自然と芸術について』生長の家 誌友会のためのブックレットシリーズ 2009
- 『目覚むる心地 谷口雅宣随筆集』生長の家 2009
- 『こんなところに… 谷口雅宣短編小説集 2』生長の家 2011
- 『小閑雑感』 part 18‐20　生長の家 2011‐2012
- 『次世代への決断 宗教者が"脱原発"を決めた理由』生長の家 2012
- 『生長の家ってどんな教え? 問答有用、生長の家講習会』生長の家 2012

### 共著
- 『"森の中"へ行く 人と自然の調和のために生長の家が考えたこと』谷口純子共著 生長の家 2010
- 『観世音菩薩讃歌』谷口雅春, 谷口清超共著 生長の家 2012
- 『大自然讃歌』谷口清超共著 生長の家 2012

### 翻訳
- マージョリー・ウォーレス, マイケル・ロブソン『もう手足がなくたって アンディーと養父母の愛の記録』日本教文社 1981
- トム・ハートマン『叡知の学校』日本教文社 2002